# Antoine Titus
Pour les articles homonymes, voir Titus.
Charles Antoine Titus Dauchy, dit Antoine Titus, né vers 1780 et mort vers 1860, est un danseur et chorégraphe français.

## Biographie
Après avoir dansé à Milan, où il remonte La Fille mal gardée en 1798, Antoine Titus débute à l'Opéra de Paris en juin 1804 comme élève de Louis Milon et y reste jusqu'en 1810. Après un passage au Théâtre de la Porte-Saint-Martin, il danse à Berlin de 1824 à 1832, puis est engagé comme maître de ballet à Saint-Pétersbourg des ballets impériaux au théâtre Bolchoï Kamenny de 1832 à 1849, succédant à Alexis Blache.
Alexis Blache était maître de ballet et principal chorégraphe invité après la querelle entre Charles-Louis Didelot et le directeur des théâtres impériaux, le prince Sergueï Sergueïevitch Gagarine, en 1831. Didelot, offensé, quitta son poste, bien que préparant un nouveau ballet.
Alexis Blache arriva à Saint-Pétersbourg au tout début de 1832. Mais il devint vite clair que, par comparaison avec le maître de ballet précédent, son talent était plus modeste — la chute précipitée du niveau de la troupe impériale en témoigna. Blache, au cours de son séjour à Saint-Pétersbourg, monta 14 ballets avec des décors pompeux, une grande quantité de personnages, mais avec des danses médiocres. Il fallait engager un autre chorégraphe. Le choix s'est porté sur Antoine Titus. Arrivé à Saint-Pétersbourg en 1832, il se mit immédiatement au travail.
Il présenta pour la première fois des ballets du répertoire parisien, comme La Laitière suisse (1832), La Sylphide (28 mai 1835), Le Diable boiteux (11 octobre 1839) et Giselle (18 décembre 1842). Quant à ses propres œuvres, même si Glinka en composa parfois la musique, elles ne marquèrent guère.
En 1847, il fait venir à Saint-Pétersbourg Marius Petipa et partage avec lui la charge de maître de ballet jusqu'en 1851, année où il est remplacé par Jules Perrot, venu s'installer à Saint-Pétersbourg en 1848 à la recherche d'un revenu stable. Il se retire alors pour enseigner à l'école de danse des Théâtres impériaux pendant deux ans. 
De retour à Paris, Antoine Titus se marie le 15 décembre 1853 avec Anne Maître,, veuve Sauvageot, fabricante de cristaux rue de Bondy,. On perd sa trace après 1861, date à laquelle son épouse apparaît encore sous le nom de Mme Titus-Dauchy dans l'annuaire Didot-Bottin, comme fabricante de cristaux d'éclairage rue de Bondy et Cité Riverin.